# Chauncey Sparks
George Chauncey Sparks (8 de Outubro de 1884 – 6 de Novembro de 1968), mais conhecido como Chauncey Sparks, foi um advogado e político americano filiado ao Partido Democrata que exerceu como o 41° Governador do Alabama de 1943 até 1947. Fez melhorias na educação do estado dos brancos e expandiu as escolas estaduais e os centros de agricultura. Fez campanha pela aprovação da Emenda Boswell à constituição estadual, que foi elaborada para manter os negros desprivilegiados após a decisão da Suprema Corte dos EUA no caso Smith v. Allwright (1944) contra o uso de primárias brancas pelo Partido Democrata nos estados.
Sob a constituição estadual, os governadores do Alabama na época não podiam exercer mandatos consecutivos, de modo que Sparks deixou o cargo sem tentar a reeleição. Em 1950, Sparks concorreu sem sucesso à reeleição como governador. Foi o único solteiro ao longo da vida a exercer como governador do Alabama no século XX.

## Vida e carreira
Chauncey Sparks nasceu no Condado de Barbour, Alabama, filho de George Washington e Sarah E. (Castello) Sparks. Após a morte de seu pai, quando Chauncey tinha dois anos, a família mudou-se para Condado de Quitman, na Geórgia, onde morava a família de sua mãe. Frequentou a escola e ajudou na fazenda da família. Sparks formou-se na Universidade Mercer em Macon, Geórgia em 1907, com um diploma de Bacharel em Artes e formou-se em Direito em 1910.
Queria voltar para o Alabama e passou no exame da Ordem naquele ano, abrindo uma advocacia em Eufaula logo depois. Era o centro comercial do Condado de Barbour, que ainda possuía prósperas e extensas plantações de propriedade branca e uma população majoritariamente negra. A maioria dos negros haviam sido excluídos desde 1901, quando o estado aprovou uma nova constituição que continha requisitos de registro de eleitores, como impostos de votação, testes de alfabetização e cláusulas especiais, resultando na exclusão virtual de negros do sistema político até a aprovação da legislação federal em meados da década de 1960 para fazer valer seus direitos constitucionais como cidadãos. Dezenas de milhares de brancos pobres também foram excluídos na época e nas décadas seguintes. Na primeira metade do século 20, o Alabama era efetivamente um estado de partido único controlado pelos Democratas brancos.
Em 1911, Sparks foi nomeado juiz do tribunal inferior do Condado de Barbour pelo Governador Democrata Emmet O'Neal, cargo que ocupou até 1915. Exerceu como representante na Câmara do Alabama de 1919 até 1923 e 1931 até 1939. Um democrata proeminente, Sparks exerceu como secretário do Comitê Executivo Democrata do Condado de Barbour de 1914 até 1918. Também exerceu como membro do conselho de administração do Departamento de Arquivos e História, representando o 3º Distrito Congressional.
A primeira tentativa de Sparks para ser governador do Alabama foi em 1938, e foi derrotado por Frank M. Dixon.

## Governador
Em 1942, Sparks derrotou James E. Folsom e Chris Sherlock para ganhar o cargo de governador.
Durante seu governo, Sparks teve que enfrentar os efeitos de uma economia de guerra e o desmantelamento de programas de guerra na conclusão da Segunda Guerra Mundial. O crescimento maciço da indústria no Alabama durante a guerra resultou em numerosos problemas trabalhistas, tornando necessário restabelecer o Departamento Estadual do Trabalho.
Sparks realizou ganhos notáveis na educação dobrando as dotações do Estado e prolongando o período escolar de sete meses para oito meses; o sistema foi segregado e a educação negra era normalmente subfinanciada pela câmara do estado, assim como outras instalações negras.
Sob seu governo, a Escola de Medicina da Universidade do Alabama (atual Universidade do Alabama em Birmingham) foi criada em Birmingham, que se tornara uma grande cidade industrial; e uma escola de silvicultura foi aberta no Instituto Politécnico do Alabama (agora Universidade de Auburn). Devido à sua formação agrícola, Sparks teve um interesse especial em ajudar os programas agrícolas do estado. Isso incluiu o aumento de dotações, bem como a criação de várias novas estações de experimentos agrícolas, sob os auspícios da Faculdade Agrícola do Instituto Politécnico do Alabama.
Durante o governo de Sparks, uma emenda constitucional foi aprovada exigindo que a câmara do estado se reunisse a cada dois anos, em vez de a cada quatro anos. A câmara continuou a ser dominada pelos condados rurais e não foi repartida para reconhecer mudanças no estado e movimento da população para centros urbanos até meados do século. Uma das maiores realizações de Sparks foi seu sucesso em reduzir a dívida do estado em 25%.

## Relações raciais
Sparks era um oponente sincero do que chama de "invasões federais" sobre o que considerava questões de direitos dos estados, especialmente em relação às relações raciais. O Alabama, como outros estados do sul, criaram uma segregação racial legal no final do século XIX e início do século XX; excluiu os negros da votação por vários dispositivos e tinha Jim Crow como costume.
Durante sua campanha, Sparks prometeu "manter o nariz do governo federal fora dos negócios do Alabama". Acreditava na "segregação absoluta" e disse que o Partido Democrata do Alabama deveria "fazer todo o necessário para manter um partido todo branco".
Durante seu governo, os eleitores do Alabama aprovaram a Emenda Boswell, que reduziu o direito já limitado de negros no estado. Sparks fez uma forte campanha pela emenda, dizendo que era necessário impedir que "uma avalanche de Negros" se registrasse para votar como resultado da recente decisão da Suprema Corte dos EUA, caso Smith v. Allwright (1944), que determinou que as primárias brancas eram inconstitucionais, como usado no Alabama e em alguns outros estados, para restringir o acesso às primárias do Partido Democrata, que eram as únicas disputas políticas competitivas restantes.
Em resposta aos protestos em todo o país sobre o sequestro e estupro coletivo de Recy Taylor, uma mulher afro-americana de Abbeville, Sparks "relutantemente concordou em iniciar uma investigação" para impedir que o governo federal se envolvesse. Os seis homens brancos que estupraram Taylor admitiram às autoridades o que haviam feito, mas dois júris totalmente brancos posteriormente se recusaram a indiciá-los. (Como a maioria dos negros não podia votar, foram excluídos dos júris).
Em 2011, a Câmara dos Representantes do Alabama pediu desculpas a Taylor em nome do estado "pelo fracasso em processar seus agressores" e levá-los à justiça.

## Últimos anos
Sparks foi derrotado em sua tentativa de reeleição em 1950 pelo Democrata Gordon Persons. Sparks dedicou o resto de sua vida à advocacia privada em Eufaula. Solteirão por toda a vida, morreu lá no dia 6 de Novembro de 1968.

## Legado e homenagens
- A Casa do Governador Chauncey Sparks em Eufala foi listada em 1972 no Registro Nacional de Lugares Históricos.